# Гуз, Александр Васильевич
Алекса́ндр Васи́льевич Гу́з (бел. Аляксандр Васілевіч Гуз; род. 22 мая 2004, Речица, Гомельская область) — белорусский футболист, полузащитник московского «Торпедо», выступающий на правах аренды за «Ислочь».

## Клубная карьера

### «Ислочь»
Воспитанник речицкой ДЮСШ №2. В 2017 году попал в структуру «Академии АБФФ», в которой пробыл до 2021 года. В июне 2021 года подписал контракт с «Ислочью». Первоначально выступал за дубль команды. Дебютировал за основную команду 13 августа 2021 года в матче против «Руха», выйдя на замену на 72 минуте. Затем стал чаще попадать в заявку основной команды клуба, однако в большинстве встреч оставался на скамейке запасных. В чемпионате появился на поле ещё дважды - в матчах против гродненского «Немана» и столичного «Энергетика-БГУ».
Новый сезон начинал в дублирующем составе клуба, однако вскоре стал попадать в заявку основной команды. В апреле 2022 года был дисквалифицирован на 6 матчей за толчок девушки-судьи в матче 3 тура дублирующих составов «Ислочи» и солигорского «Шахтёра». Свой первый матч в сезоне сыграл в Кубке Беларуси 22 июня 2022 года против «Крумкачей». Первый матч в чемпионате сыграл 8 июля 2022 года против «Витебска». Свой дебютный гол за клуб забил 3 сентября 2022 года в матче против «Энергетика-БГУ». За основную команду в сезоне провёл 8 матчей во всех турнирах, отличившись забитым голом. Также в основном продолжал выступать за дублирующий состав клуба.
В декабре 2022 года начал готовиться к новому сезону с клубом. Первый матч сыграл 18 марта 2023 года против минского «Динамо», покинув поле на 28 минуте. В октябре 2023 года продлил контракт с клубом до конца 2025 года. Первым результативным действием за клуб в сезоне отличился 7 октября 2023 года в матче против борисовского БАТЭ, отдав голевую передачу. Первым в сезоне забитым голом отличился 25 ноября 2023 года в матче против «Энергетика-БГУ». На протяжении сезона был одним из ключевых игроков клуба, отличившись забитым голом и 2 результативными передачами. По итогу сезона вместе с клубом завершил чемпионат на итоговом четвёртом месте.

### «Торпедо» Москва

#### Сезон 2023/24
В январе 2024 года футболист отправился на сборы вместе с московским «Торпедо». В начале февраля 2024 года российский клуб официально сообщил о подписании с футболистом контракта до конца июня 2025 года с опцией продления ещё на сезон. Первые матчи за московский клуб футболист проводил на скамейке запасных. Дебютировал за клуб футболист 4 мая 2024 года в матче против новороссийского «Черноморца», выйдя на замену на 89 минуте. Затем футболист успел сыграть за остаток сезона также против «Кубани» и «Ленинградца», также появившись на поле лишь под конец основного времени, результативными действиями так и не отличившись. По итогу сезона футболист вместе с клубом завершили чемпионат на итоговом десятом месте в турнирной таблице.

#### Аренда в «Сокол» Саратов
В июне 2024 года футболист на правах арендного соглашения присоединился к саратовскому «Соколу» до конца сезона. Дебютировал за клуб футболист 14 июля 2024 года в матче против песчанокопской «Чайки», выйдя на замену на 78 минуте. В декабре 2024 года появилась информация, что футболист в скором времени покинет саратовский клуб. В январе 2025 года арендного соглашения с футболистом было расторгнуто по соглашению сторон и тот вернулся назад в московское «Торпедо». На протяжении первой половины сезона футболист был одним из основных игроков клуба, чередуя матчи в стартовом составе и со скамейки запасных, однако результативными действиями не отличился.

#### Аренда в «Ислочь»
В январе 2025 года футболист на правах арендного соглашения вернулся в «Ислочь» до конца сезона. Первый матч за клуб футболист сыграл 14 марта 2025 года против мозырской «Славии», выйдя на поле в стартовом составе. Первым результативным действием за клуб футболист отличился 11 апреля 2025 года в матче против «Витебска», отдав голевую передачу.

## Карьера в сборной
В 2020 году был вызван в сборную Беларуси до 16 лет, где провёл три товарищеских матча против сверстников из Грузии, Польши и Израиля. В 2021 году начал представлять сборную Беларуси до 18 лет. В мае 2022 года получил вызов в сборную Беларуси до 19 лет. Дебютировал 11 июня 2022 года в товарищеском матче против сборной Узбекистана, где отличился результативной передачей. Также за сборную выступил и во втором матче. Дебютным голом отличился 17 ноября 2022 года в матче против России.
В ноябре 2023 года получил вызов в молодёжную сборную Беларуси. Дебютировал за сборную 15 ноября 2023 года в товарищеском матче против сборной России. Затем в ноябре 2023 года вместе со сборной отправился на квалификационные матчи молодёжного чемпионата Европы.

## Статистика выступлений
| Выступление       | Выступление      | Выступление      | Лига | Лига | Кубки | Кубки | Итого | Итого |
| Клуб              | Лига             | Сезон            | Игры | Голы | Игры  | Голы  | Игры  | Голы  |
| ----------------- | ---------------- | ---------------- | ---- | ---- | ----- | ----- | ----- | ----- |
| Ислочь            | Высшая лига      | 2021             | 3    | 0    | 0     | 0     | 3     | 0     |
| Ислочь            | Высшая лига      | 2022             | 7    | 1    | 1     | 0     | 8     | 1     |
| Ислочь            | Высшая лига      | 2023             | 27   | 1    | 2     | 0     | 29    | 1     |
| Ислочь            | Итого            | Итого            | 37   | 2    | 3     | 0     | 40    | 2     |
| Торпедо (Москва)  | Первая лига      | 2023/24          | 3    | 0    | 0     | 0     | 3     | 0     |
| Торпедо (Москва)  | Итого            | Итого            | 3    | 0    | 0     | 0     | 3     | 0     |
| → Сокол (Саратов) | Первая лига      | 2024/25          | 14   | 0    | 2     | 0     | 16    | 0     |
| → Сокол (Саратов) | Итого            | Итого            | 14   | 0    | 2     | 0     | 16    | 0     |
| → Ислочь          | Высшая лига      | 2025             | 18   | 0    | 4     | 0     | 22    | 0     |
| → Ислочь          | Итого            | Итого            | 18   | 0    | 4     | 0     | 22    | 0     |
| Всего за карьеру  | Всего за карьеру | Всего за карьеру | 72   | 2    | 9     | 0     | 81    | 2     |